# マクロス7の登場人物一覧
マクロス7の登場人物一覧（マクロスセブンのとうじょうじんぶついちらん）は、テレビアニメ『マクロス7』および、その関連作品（『マクロス7 トラッシュ』を除く）に登場する架空の人物の一覧である。
文中における人物の年齢などは特に記述のない場合、すべてテレビシリーズ版の舞台となる西暦2045年時点のものである。

## Fire Bomber （サウンドフォース）
熱気 バサラ (ねっき バサラ / Nekki Basara)
声 - 林延年（神奈延年） / 歌 - 福山芳樹
本作の主人公。Fire Bomberのボーカル兼ギター担当。

ミレーヌ・フレア・ジーナス (Mylene Flare Jenius)
声 - 桜井智（櫻井智） / 歌 - チエ・カジウラ
Fire Bomberのボーカル兼ベース担当。銀河毛長ネズミのグババと行動をともにする。

レイ・ラブロック (Ray Lovelock)
声 - 菅原正志
Fire Bomberのリーダーで、キーボードとミュージックアレンジ担当。

ビヒーダ・フィーズ (Veffidas Feaze)
声 - 高乃麗
Fire Bomberのドラムス担当。

## 統合軍

### パイロット
ガムリン・木崎（ガムリン きざき / Gamlin Kizaki,Gamrin Kizaki）
声 - 子安武人
第37次超長距離移民船団マクロス7所属の統合軍精鋭可変戦闘機（バルキリー）部隊、ダイアモンドフォースのパイロット。バサラの素性が伏せられていた『マクロス7』放映開始前の特別番組『マクロス最速発進!!』では前作『超時空要塞マクロス』のマクシミリアン・ジーナスに代わるエースパイロットであり、主人公の一人として紹介されている。
生年月日は2026年1月17日で、19歳。サイズは身長179cm、体重71kg。血液型はAB型。出身地は火星のHGウエルズシティ。15歳で統合宇宙軍航空士官学校に特待入学し、3年の教程を2年で修了した。その後ダイアモンドフォースに所属し、統合軍のエースパイロットとして活躍する。階級は初登場時点で中尉。のちにダイアモンドフォースが市長直属の部隊となるのに伴い大尉に昇格し、同部隊の隊長に任命される。
生真面目な性格で、軍一筋の人生を送ってきたため恋愛にも興味がなかったが、士官学校時代の教官であったミリア・ファリーナ・ジーナスから娘のミレーヌとの見合いを勧められる。写真を見せられた当初は子供扱いして興味を示さないが、負傷した際に見舞いに来たミレーヌの姿に一目惚れし、デートを重ねるうち次第に恋心を深めてゆく。
一方、戦場では熱血漢となり、上官の命令に逆らって突撃することもある。当初は戦場に飛び出して歌う民間人の熱気バサラを不愉快に思い、撃墜を主張する場面もある。ミレーヌがバサラと同じFire Bomberのメンバーであることを知ってからは嫉妬も加わり、しばらくはバサラに批判的な立場を取り続ける。しかしやがてミレーヌを介して歌を理解するようになり、恒星に突入しかけたシティ7を協力して救ったことや、同じバルキリー乗りとしてその技量の高さを認めた経緯もあり、バサラとの間に友情が芽生えはじめる。同時にバサラのやり方にも理解を示すようになり、また自身の生き方も影響を受け、人命を軽視した振る舞いをする上官のバートン大佐を殴打し、責任を取って軍を去る。しばらくの間は軍に戻るつもりもなく、退役軍人として戦闘に協力するが、のちに周囲の勧めと本人の強い希望により復帰、以降はバサラたちサウンドフォースを積極的に支援する。
統合軍の中では数少ないバサラの理解者となりつつも、バサラとミレーヌの関係についてはやや複雑な感情を抱く。しかしミレーヌにとってバサラがかけがえのない存在であることは承知しているため、放浪で行方不明となったバサラを捜しに行く。プロトデビルンとの決戦においては、危篤状態に陥ったバサラを案じるミレーヌの姿を見て嫉妬したことを打ち明け、バサラのためにFire Bomberの「PLANET DANCE」を初めてみずから歌い、意識を取り戻させる。
『マクロス ダイナマイト7』（2047年）では最新鋭機VF-22S シュトゥルムフォーゲルIIを受領している。この作品でもミレーヌのために、行方不明になったバサラの位置を突き止め、連れ戻すため惑星ゾラへと向かう。同惑星ではなりゆき上、銀河クジラ密漁団の逮捕に協力することになる。
髪型はオールバックで、後頭部の左右両端を尖らせている。ガムリンは幼少のころからこの髪型をまったく変えていない。また額が広く、学生時代は「火星人」というあだ名を付けられていた。趣味は読書、スカイダイビング、ボトルシップ製作。日系人ゆえに日本文化に影響を受けており、ミレーヌへの初めてのプレゼントは紬である（第8話）。ラジオドラマ版では、ミレーヌをジャパニーズレストランに誘う場面もある。
『マクロス7』の7年後を描いた漫画『マクロス7thコード』（『マクロスエース』連載）では背広を着て「管理官」という立場でハモニクス研究所に出向しており、主人公ミオ・レヴィナスら新生サウンドフォースの教育係を担当する。

搭乗機
受領機
- VF-17D ナイトメア - ダイアモンドフォース隊員機。コールサイン「D2」。『マクロス7』第1話 - 第22話、第46話 - 第49話（後述のVF-17Sが撃墜されたのちに搭乗。コールサインは「D1」のまま）。
- VF-17S ナイトメア - ダイアモンドフォース隊長機。コールサイン「D1」。『マクロス7』第24話 - 第44話。
- VF-22S シュトゥルムフォーゲルII - 『マクロス ダイナマイト7』時代。

非常時の搭乗機
- VF-11C サンダーボルト - 統合軍の主力可変戦闘機。『マクロス7』第7話、リゾート艦リビエラ来訪時に搭乗。訓練生時代にも搭乗（「マクロス7ぷらす TOP GAMRIN」）。
- VF-1J バルキリー - 『マクロス7』第18話、ミリアの愛機を使用。プロトデビルン・シビルに撃墜される。
- Az-130A パンツァーゾルン - バロータ軍の主力可変攻撃機。『マクロス7』第45話、「氷の惑星」脱出時に敵から奪取。
- VF-11D改 サンダーボルト - ジャミングバーズ専用機。『マクロス7』第49話、対プロトデビルン最終戦においてミレーヌと同乗。

金龍（きんりゅう）
声 - 高橋広樹
ダイアモンドフォースの隊長。34歳。階級は大尉。スキンヘッドに麒麟のタトゥーがトレードマーク。任務に忠実な歴戦の軍人で、部下の信頼も厚い。プライベートでは女性関係が豊富で、美穂とサリーを同時にデートに誘う場面もある（第8話）。かつてレイ、ステファンとともに「ピンクペッカー」という部隊の一員であった。好物はパインサラダ。
2045年7月、プロトデビルン・シビルにスピリチアを吸収され戦線離脱するが、Dr.千葉の考案したサウンド療法で回復。同年9月、バロータ軍主力艦隊との交戦中に無断でフルアーマード・サンダーボルトに搭乗し出撃する。バトル7への砲撃を阻止するためにFire Bomberの「突撃ラブハート」を歌いつつ敵の前衛フリゲート艦に突入し、同艦を爆破することで最期を遂げる。
搭乗機
- VF-11B サンダーボルト ピンクペッカー仕様 - ピンクペッカー時代。
- VF-17S ナイトメア - ダイアモンドフォース隊長機、コールサイン「D1」。
- VF-11C フルアーマード・サンダーボルト - 第26話、無断搭乗。

ドッカー (Docker)
声 - 長嶝高士
ダイアモンドフォースの一員を務めるパイロット。髪型は角刈りのような黒い短髪である。第1話の初出撃でスピリチアを吸収され戦線離脱する。のちにサウンド療法による治療を受け、テレビシリーズ中盤以降にVF-19のテストパイロットを経て、新部隊エメラルドフォースの隊長として復帰する。階級は登場当初少尉、テストパイロットの時点で中尉、エメラルドフォース隊長就任とともに大尉に昇格する。精鋭部隊の一員だけあり操縦技術は高く、復帰後は技量にさらに磨きがかかり、マクシミリアン・ジーナス艦長にも見事と評される。調子に乗りやすい性格で、サウンドフォースの一員になったミレーヌに積極的にアプローチするものの、まったく相手にされない。一方で敵が洗脳された兵士だと知っても容赦なく撃墜するシビアな面もあり、作戦中にガムリンと衝突する場面もある。終盤の戦いでは部下の隊員を次々に失い、自身も最終戦で撃墜されるが、エンディングではガムリンらに救出される姿が描かれる。
搭乗機
- VF-17D ナイトメア - ダイアモンドフォース隊員機。
- VF-19 エクスカリバー - 第20話、テストパイロットとして搭乗。
- VF-19S エクスカリバー - エメラルドフォース隊長機。コールサイン「E1」。

フィジカ・S・ファルクラム (Physica S. Fulcrum)
声 - 陶山章央
戦線離脱したドッカーに代わりダイアモンドフォースに配属されるパイロット。階級は少尉。コールサインはD3。パイロットとしての腕は一流だが、やや控えめで、気の弱い一面がある。妻（ウェンディ・アズライト）と2歳になる子供（マリーナ。愛称は「まーくん」）がいるが、激務のためなかなか会うことができずにおり、子供には顔も覚えられていなかった。2045年6月、バロータ軍の工作により離れ離れになった家族を心配しながら、ギギル艦隊との交戦中に戦死する。
フィジカの死後、ガムリンは子供への誕生日プレゼントとなるはずだった遺品のオルゴールを持って戦死報告のために妻子のもとを訪れるが、子供が見知らぬ男性を「パパ」と呼んで親しげにしている様子を目の当たりにし、その場を走り去る。
ディック
声 - 三木眞一郎
ガムリンの部下として新生ダイアモンドフォースに配属される新人パイロット。赤茶色の逆立った髪が特徴。階級は少尉。コールサインはD2。やや血気盛んな面があり、配属当初はシティ7を防衛するだけの任務に不満を漏らす。
モーリー
声 - 鈴村健一
ディック同様、新生ダイアモンドフォースに配属される新人パイロット。黒髪のほう。階級は少尉。コールサインはD3。ガムリンを尊敬している。

### バトル7ブリッジクルー
マクシミリアン・ジーナス (Maximilian Jenius)
声 - 速水奨
第37次超長距離移民船団マクロス7船団長兼バトル級可変ステルス攻撃宇宙空母7番艦バトル7艦長。ミレーヌの父親。愛称はマックス。

エキセドル・フォルモ (Exsedol Folmo)
声 - 大林隆之介（大林隆介）
バトル7艦長付きのゼントラーディ人参謀。

美保 美穂（みほ みほ）
声 - 夏樹リオ
バトル7ブリッジオペレーターのひとり。艦長席前方、向かって左側の席に座り、おもにバトロイド管制を担当する。階級は少尉。2022年3月31日生まれ、23歳。木星軌道上衛星都市ホワイトフローラ出身。統合宇宙軍士官学校航行情報処理科卒業。血液型はA型。身長156cm、バスト83cm、ウエスト60cm、ヒップ85cm。
性格は明朗快活で、外見も幼い印象を与える。隣に座るサリーとは対照的ながら仲が良い。
PlayStation用ソフト『マクロス デジタルミッション VF-X』ではステルス強襲空母ヴァルハラIIIに転属して登場する。
サリー・セイント・フォード (Sally Saint Ford)
声 - 岩男潤子
バトル7ブリッジオペレーターのひとり。艦長席前方、向かって右側の席に座り、おもに艦内管制と情報分析を担当する。階級は少尉。2024年6月18日生まれ、21歳。月面住居区画ムーンリバーサイド･シティ出身。統合宇宙軍士官学校司令部オペレーター科卒業。血液型はO型。身長170cm、バスト86cm、ウエスト56cm、ヒップ82cm。
美穂とは対照的に落ち着いた性格で、外見も大人びている。美穂とは仲がよく、プライベートでもよく行動をともにしている。
なおミドルネームと姓の「セイント・フォード」は、岩男が「いわお潤」時代に所属していたセイントフォーに由来する、後付けのもの。
キム・サンローラン (Kim Saintlaurent)
声 - 百武彰子（七海入歌）
バトル7ブリッジオペレーターのひとり。美穂のうしろ側の席に座り、しばしば夜間にモニターを監視する任務につく姿が描かれる。階級は少尉。2023年10月3日生まれ、22歳。海王星住居区画グランド・サヴォイ出身。統合宇宙軍士官学校航行情報分析科卒業。血液型はAB型。身長163cm、バスト85cm、ウエスト58cm、ヒップ86cm。
サウンドフォース出撃時はDr.千葉と席を替わり、戦況を見守る。千葉とは2046年2月に婚約する。
このほかバトル7ブリッジにはホー・シドク、ローラ・コンチネンタル、こととめ・ムイシュキン、ナターシャ・キニスキー、橋爪 忍（はしづめ しのぶ）、麗子・ステファニー（れいこ ステファニー）といった女性オペレーターが勤務している。ナターシャ、忍、麗子は特に出番が少ないが、テレビシリーズ最終話（バトル7から脱出する車両内のシーン、Aパートアイキャッチ）や各種関連商品で描かれている。

### その他の軍人
ガジェット・M・千葉（ガジェット・エム・チバ）
声 - 園部啓一
統合軍軍医。通称「Dr.千葉（ドクター・チバ）」。リン・ミンメイの熱狂的なファンで、部屋はミンメイのポスターで埋め尽くされている。ミンメイが歌で戦争を終結させたことを知って感激し、12歳で銀河医大を卒業後、宇宙物理学や素粒子物理学の学位を取り、超心理学や気功までも学び、軍医となって以降も独自に歌エネルギーの研究を続ける。2045年、バサラの歌がスピリチアを失った人間に効果があることが判明し、歌エネルギー理論（サウンドエナジー理論）をほぼ完成させる。チバソングという単位を作って歌エネルギーを数値化し、サウンドフォース結成後はそのアドバイザーに就任する。歌エネルギー変換ユニットとサウンドエナジーシステムを開発して歌エネルギーの具現化に成功し、さらにサウンドブースターやサウンドバスターといった新兵器の開発も手がけ、対プロトデビルン戦に大きく寄与することになる。階級は当初中尉、のちに大尉に昇格する。
『マクロスF』以降の資料では、プロトカルチャー研究の第一人者であるDr.マオ・ノームに師事していたという設定が加えられており、マオの理論を発展させて歌エネルギーを考案し、これを真空中で伝達させるフォールドウェーブ理論を完成させ、それが『劇場版 マクロスF』に登場するYF-29 デュランダルに搭載されたフォールドウェーブシステムの基礎となったのであろうということになっている。
キャラクターのモデルは「マクロスシリーズ」の設定監修者で、本作においても「スペック設定」として協力している千葉昌宏。本職は内科医で、かつては「MAT」としてカトキハジメ、眠田直らと『超時空要塞マクロス』の同人誌を制作していた。『マクロスプラス』と同時に『7』に参加し、膨大なSF設定を手がけることになった際、報酬増額の代わりに千葉をキャラクターとして登場させることになったという経緯があり、当初は1話かぎりの予定だったが、狂言回しとしてその後もたびたび登場するようになっていったという。
バートン
声 - 梁田清之
統合軍大佐。軍の極秘計画「プロジェクトM」の中心的人物で、民間協力隊「ジャミングバーズ」設立の責任者。歌の軍事利用に積極的なため、しばしばバサラと対立する。つねに軍務を優先する厳格さをもち、目的のためには多少の犠牲も厭わない。かつてSDF-1マクロスに搭乗しており、リン・ミンメイをデビュー当時から生で見てきたと語る。
リヴィ・ドーネン、エラ・フィッツジェラルド
声 - 岩男潤子（リヴィ）、佐孝美香（エラ）
リゾート艦リビエラ付属護衛宇宙空母CV-404浦賀ブリッジオペレーター。艦長席前方向かって左側がリヴィ、右側がエラ。第7話に登場する。
リヴィは2024年4月15日生まれ、21歳。血液型はA型。身長167cm、バスト84cm、ウエスト56cm、ヒップ85cm。
エラは2022年10月20日生まれ、23歳。金星軌道上衛星都市ヘンリー・ベッグス出身。血液型はAB型。身長168cm、バスト86cm、ウエスト58cm、ヒップ86cm。

シャイン・ブロッケングリッツ、ファイン・ブロッケングリッツ
声 - 茂呂田かおる
護衛宇宙空母CV-404ボルテガブリッジオペレーターで、双子の姉妹。2027年5月30日生まれ、18歳。血液型はAB型。身長160cm、バスト70cm、ウエスト56cm、ヒップ82cm。第29話に登場し、任務中ブリッジに乗り込んできたマックスとミリアに異なる指示を出され困惑する。

## 民間人

### マクロス7シティオフィス
ミリア・ファリーナ・ジーナス (Milia Fallyna Jenius)
声 - 竹田えり
新マクロス級7番艦マクロス7の民間人居住区シティ7の市長。ミレーヌの母親。

マイケル・ジョンソン (Michael Johnson)
声 - 室園丈裕
ミリアの秘書兼ボディガード。屈強な巨漢で、ミリアからミレーヌの目付け役を命じられ、つねにミレーヌを尾行しつつ監視している。バサラに対しては厳しい態度を取るが、ミリアやミレーヌには頭が上がらない。尾行のプロを自認するが、巨体を持て余して失敗することも多い。縁のない眼鏡が特徴。
バサラとレックスの関係を「男女の仲」だと疑ったり、妹のジャネットにゴシップ用の盗撮写真を渡したりといった俗な面も見せる。ジョニー（声 - 園部啓一）など複数の若い部下がいるが、有能とは言えず、手を焼かされている。映像ソフトの特典映像「マクロス7ぷらす」ではミリアにマッサージをさせられる。
このほか、『マクロス7』第13話以降、とくにバロータ軍の工作によるシティ7の漂流中、頻繁にミリアと行動をともにする補佐（声 - 重塚利弘）、第27話、第46話においてガムリンと連絡をとる秘書のエリス、第40話において市民に平静を呼びかけ、テレビ未放映話「オン ステージ」のAパートアイキャッチにも描かれている広報の女性などが登場する。

### 音楽関係者
北条 アキコ（ほうじょう アキコ）
声 - 高乃麗
アキコリップスレーベルのエグゼクティブ・プロデューサー。12月8日生まれ。年齢は非公表。月面居住区画ノース・シャトウ出身。血液型はB型。身長167cm、バスト85cm、ウエスト60cm、ヒップ87cm。「アキコ」の漢字表記は「秋子」。
Fire Bomberの可能性を見いだし、プロモーションを引き受ける。才能のあるミュージシャンの発掘を得意とする一方、企画物を多く手がけており、そのために業界内では嫌味を言われることもある。レイの親友ステファンの婚約者であり、レイとは旧知の仲。
キャラクターのデザインは、キャラクター原案を担当した美樹本晴彦によるビヒーダの初稿デザインを流用したものである。
ハニー・鈴木（ハニー すずき）
声 - 梁田清之
スウィートベルウッドオフィス主宰の音楽プロデューサー兼ディレクター。女性的な言動が特徴で、自分のことは必ず「ハニー」と呼ばせる。Fire Bomberデビューシングルの録音を担当するが、ファッショナブルで大衆受けするサウンドを求めるがゆえにバサラと反りが合わず、買い取りを持ちかけてきたアキコに売り渡す。のちに統合軍が編成する民間協力隊「ジャミングバーズ」の音楽面でのプロデュースを担当する。
ラジオドラマ版には電気店経営の「バニー佐藤」、コンピュータの専門家「パニー田中」、フルーツパーラー経営の「ファニー」といった、ハニー鈴木風の人物が登場する。
アリス・ホリディ
声 - 横尾まり
銀河ネットワークチャートのトップシンガーであり、ミレーヌの憧れの存在。持ち歌は「Galaxy」。バロータ軍によりスピリチア自己再生の実験台としてひそかにスピリチアを抜き取られ、Fire Bomberに刺激されることで活力を取り戻す。
フラスチャカヤ
歌 - 佐藤有香（YUKA）
『超時空要塞マクロスII -LOVERS AGAIN- オリジナル・サウンドトラック Vol.2』に収録されている楽曲で、本作においては銀河ネットワークチャートのヒット曲という設定の「そこにあるのが未来だから」を歌う女性歌手。歌う際に笑顔を見せないのが特徴。ストーリーには関与しないが、劇中のモニターに歌う姿がしばしば映される。
ボビー・ラコステ
声 - 長谷有洋
マクロス7船団で人気のポップスシンガー。身長182cm、体重67kg。2時間ドラマ「リン･ミンメイ物語」において、同作品が軍とシティオフィスのプロパガンダであることを知り降板したバサラの代役として一条輝役に選ばれるが、ミレーヌをホテルに連れ込もうとしたところをバロータ軍潜入工作員（バンパイア）に襲われ、スピリチアを喪失する。復帰後、民間協力隊ジャミングバーズのオーディションを受け、龍鰐 昌平（たちわに しょうへい）、マディソン・フランケルとともに男性隊員「ジャミングボーイズ」のひとりに選ばれる。
担当声優の長谷は、『超時空要塞マクロス』で一条輝役を演じた声優である。なおボビーが初登場する第11話「ミンメイビデオ」にはほかに、のちのゲーム作品で蟹江栄司に代わりブリタイ・クリダニクを演じることになる大友龍三郎と、旧作でカムジン・クラヴシェラを演じた目黒裕一（目黒光祐）がそれぞれブリタイ、カムジンを演じる俳優役で出演している。
チトセ・リップル
声 - 野上ゆかな（ゆかな）
ジャミングバーズのオーディションで金子・ミッシェル（かねこ ミッシェル）、マリリン・リンカーベルとともに女性隊員「ジャミングガールズ」のひとりに選ばれる。身長167cm、バスト92cm、ウエスト58cm、ヒップ88cm。歌が好きで、リン・ミンメイのディスクはすべて持っている。特技はピアノ。「チトセ」の漢字表記は「千歳」。ジャミングバーズのオーディションではDr.千葉からスリーサイズや恋愛経験について尋ねられ、恋をしたことはあるが「経験」はないと答える。
漫画『マクロス ダイナマイト7 ミレーヌビート』ではサザピーにミレーヌとの才能の差を指摘されて傷付く場面があり、酒癖の悪さも描かれている。

### その他の民間人
花束の少女
声 - 中川亜紀子
熱気バサラの大ファンで、つねにバサラを追いかけている謎の少女。名前を含めたプロフィール等は一切不明。Fire Bomberの行くところどこにでも現れ、バサラに花束を渡そうとするが、間の悪さや積極性を欠いた姿勢により毎回渡しそびれる。最終話では昏睡から回復してファンの前に姿を現したバサラに駆け寄って花束を投げ渡すという行動に出て、本願を果たす。
ラジオドラマ版に登場する「少女A」および「DJの少女」については後述。
レックス (Rex)
声 - 嶋村薫（嶋村カオル）
ミルキーロードを走る暴走族集団「レックス軍団」のリーダー。2026年9月3日生まれ、19歳。地球軌道上衛星都市エクシア・ローダー出身。血液型はA型。身長172cm、バスト88cm、ウエスト58cm、ヒップ86cm。
硬派な性格ながらも、命懸けで歌うバサラの姿を見て好意を抱くようになる。当初は命を助けられた礼としてバサラに口付けをしてミレーヌの嫉妬を買うが、結局最後までバサラに思いを告げることはない。
コレット、ミケ、バーマン、シャム
声 - 深水由美（コレット）、夏樹リオ（バーマン）
レックス軍団のメンバー。金髪の少女がコレット、栗色の髪の少女がミケ、青色の髪の少女がバーマン、茶色の髪の少女がシャム。みずからの命を懸けた暴走行為に誇りを持っており、歌などは軟弱な行為として軽蔑していたが、バサラの歌う姿を見てからは気に入り、Fire Bomberの「PLANET DANCE」を軍団のテーマ曲とする。
ヘネシー
声 - 岩男潤子
討論番組やワイドショーの司会から現地リポートまでこなす、マクロス7内テレビ局の看板アナウンサー。
スコット・トレーシー、神楢鉄舟、ネピアス・オージ
声 - 岡和男（スコット）、鈴木勝美（ネピアス）
第一次星間大戦時、マクロスのデストロイド隊に所属していた3人組の退役軍人。シティ7の5番街にある老人ホーム「シルバーパラダイス」に住む。『マクロス7』第14話、第15話に登場。スコットは35年前リン・ミンメイと写真を撮ったことがあり、「リン・ミンメイ物語」でミンメイ役を演じたミレーヌのファンになる。シティ7漂流中にバトロイド供出とパイロット候補の選別のために開催されたバトロイドカーニバルでは、35年間大切に保存していたデストロイド・モンスターを展示。敵機襲来時に市街地で使用してビルを破壊し、ミリアに叱責される。
ジャネット・ジョンソン
声 - 永堀美穂
マイケルの妹で、ゴシップ紙「銀スポ（銀河スポーツ）」の記者。『マクロス7』第31話に登場。兄の協力を得てバサラ関連のスキャンダル記事を次々に捏造し、興味本位でバサラのスクープを追い求めるが、プロトデビルン相手に傷つきながらも懸命に歌うバサラの姿を見て心を改め、銀スポを退社し、真実を求めるフリーのルポライターとなる。兄同様、縁のない眼鏡をかけているが、第39話では外して登場する。
ビリー
声 - 小粥よう子（日比野朱里）
農場艦サニーフラワーに住む少年。『マクロス7』第41話に登場。ミレーヌがFire Bomberに加入した頃からの大ファンで、常にカメラを持ち歩き、手製のグババ人形を肩に乗せている。3年前に両親を亡くし、以降は仕事を手伝いながら両親の遺した家で一人暮らしをしている。身勝手な振る舞いに加え、隠し撮り写真を売りさばいていたという濡れ衣を着せられてミレーヌの反感を買うが、のちにその誤解は解かれ、和解する。

## バロータ軍

### プロトデビルン
イワーノ・ゲペルニッチ (Ivano Geperuniti)
声 - 井上瑤
バロータ軍の総司令官。ゴーグルで素顔を隠し、艦隊旗艦宇宙空母のブリッジにおいてみずからさまざまな作戦を立て、配下に実行させる。移民船団マクロス7に対する調査と実験を命じ、みずからの「夢」にもとづきスピリチアを無限に供給することを目的とした「スピリチアファーム・プロジェクト」を提唱する。つねに詩的で謎めいた言葉を使うのが特徴で、敵方に通信する際は必ず最初に自分の名を名乗る。
その正体はプロトカルチャーによって製造された生体兵器エビル・シリーズのなかでも最大・最強の個体を器とするプロトデビルンの頭目格。プロトカルチャー暦2872年に「アニマスピリチア」の力によって他のプロトデビルンとともにバロータ3198XE第4惑星に封印されるが、約50万年後の西暦2043年、第4惑星を訪れた地球人の特務調査部隊が封印のフィールド中和作業を行い、意識のみが覚醒する。封印チャンバーを最初に発見した調査船団の指揮官である地球統合軍本部幕僚イワーノ・ギュンター参謀と意思疎通したあと、その肉体に精神のみ憑依、「イワーノ・ゲペルニッチ」となり、調査船団のメンバーを精神制御して配下とする。数々の特殊能力を有し、仮の肉体であってもスピリチアの直接吸収、他者の超空間転移などといったさまざまな能力を使用することができる。
マクロス7船団との戦いのなかで、当初より異常なスピリチアの持ち主として目をつけていたバサラが「アニマスピリチア」であることを確認し、吸収対象のスピリチア自己再生の手段として捕獲を命じる。また自身の指揮を離れ、アニマスピリチアの影響を受けつつあったプロトデビルンのシビルを危険視し、抹殺命令を出す。
本体は青色と紫色の突起などが八方に広がった形状で、通常の状態では波紋状の黒い物体に覆われている。サイズはスピリチアを吸収することにより増大し、最大で主系列星の星系半径以上となる。スピリチアが減少すると自身の意思に反して暴走を始め、周囲の黒い部分が吹き飛び、強力なエネルギー波や光線を発しながら無数の触手と暗黒色のエネルギーで全銀河のスピリチアを無限に吸収し続ける「スピリチアのブラックホール」と化す。
2046年2月、ほかのすべてのプロトデビルンが覚醒し、シビルを封じたあとにみずからの本体も覚醒、ギュンターの肉体を取り込みその中枢とするが、マクロス7側の反撃を受けて暴走を始め、計画は完全に頓挫する。一度は絶望するものの、目の前で歌うバサラ、そしてシビルに触発されてみずから歌い、スピリチア自己再生種族へと進化を遂げる。
2003年の井上の死去により、PlayStation 2用ゲームソフト『第3次スーパーロボット大戦α 終焉の銀河へ』では早間京子が演じた。
ギギル (Gigile)
声 - 西村智博（西村朋紘）
バロータ軍の司令。ゲペルニッチの配下としてバロータ兵の直接指揮にあたる。性格は直情型かつ好戦的で、突撃艦の艦長でありながら、みずからFz-109F エルガーゾルンを駆り出撃することが多く、当初は獲物を狩ることを楽しむが、理解不能な計画を立て、自分を囮や運搬役として利用するゲペルニッチに対し次第に反感を募らせてゆき、前線ではしばしば命令違反を繰り返すようになる。
その正体はゲペルニッチとほぼ同時に意識のみ目覚め、調査船団所属の陸戦部隊ブルーライナセロス隊隊長オートルマウワー大尉の肉体に精神のみ憑依した、プロトデビルンの一体。
同じくプロトデビルンであるシビルに対し絶対的な思慕の情を抱いており、彼女のためならばみずからの命をも顧みない。独断で自身の集めたスピリチアを注ぎ込みシビルを覚醒させ、のちに行方不明となった彼女を追ってバロータ軍を出奔する。眠りについたシビルを目覚めさせるために熱気バサラの歌を利用しようとするが、その歌う姿を見るうちにバサラと自分自身に対し複雑な感情を抱き始める。バサラとはシビルを救うために行動をともにするなかで、次第に友情らしき感情が芽生えてゆくことになり、最終的には歌を通じて心を通わせる。
本体は手足が長く筋肉が発達し、背中に翼のような角を持つ、巨人に近い形状の大型エビルを器とする。超空間転移能力に加え、重力場偏向により自身の周囲にブラックホールのような虚無空間を作り出し、すべてを破壊する能力を有する。2045年12月、ゲペルニッチから抹殺命令を出されたシビルを守るため本体が覚醒、己の命と引き換えに周囲の空間を破壊、惑星ラクスごと敵を消し去り、みずからはシビルに歌を捧げながら消滅する。
搭乗機
- Fz-109F エルガーゾルン - 第1話 - 第24話。バロータ軍指揮官機。
- Fz-109A エルガーゾルン - 第25話 - 第36話。シティ7潜入以降。
- Az-130A パンツァーゾルン - 第38話、バロータ兵から奪取。

シビル (Sivil)
声 - 中川亜紀子（エンディングクレジット表記は「？」）
諜報破壊活動用として開発された、マイクローンサイズの少女型エビルを器とするプロトデビルン。統合軍における呼称は「G3（ジースリー）」。
白い肌、長く伸び先のとがった耳、額と頭部の宝玉、側頭部の角、顔の縞模様といったどこか小悪魔めいた特徴はあるものの、その姿は地球人の女性に酷似している。赤紫色を基調とした衣装を着用しており、意識があれば破損しても瞬時に再生することができる。
飛翔時には頭髪が主翼に変化、手足から尾翼がせり出し高速で移動する。宇宙空間で活動する際は球状の光でその身を包み、外部からの攻撃を遮断する。また、他の生命体に本体ごと憑依し操る能力も持つ。対象は乗り移られたことに気づかないが、本能的な部分では影響を受ける。また、完全な意識支配も可能である。攻撃力・防御力も高く、艦船類をたやすく破壊し、通常兵器による攻撃をほぼ受け付けない。全身から発するエネルギーで大型プロトデビルンのエネルギー砲を受け止める場面もあるが、やはり戦力面では大型プロトデビルンに見劣りする。
好奇心が旺盛な性格で、他者に束縛されず自由に行動する傾向がある。常に片言で話し、独特の咆哮、または悲鳴を上げる。
2045年7月、ギギルの独断によりスピリチアを注がれ覚醒。スピリチアを求め、漂流中のシティ7に接近した際に熱気バサラと遭遇、「アニマスピリチア」の持ち主であると最初に気づく。その歌に最初は拒否反応を示し撤退するものの強い興味を覚え、再接近した際に気を失い、シティ7内に墜落する。潜入中、地球人への憑依などさまざまな手段でバサラに接近を図るが、スピリチアを吸おうと直接接触した際に自身のスピリチアを失い、シティ7の植物プラントで眠りにつく。その後紆余曲折を経て歌の力により覚醒し、バサラとギギルを連れて宇宙を飛び回り「銀河」を見せる。以降単独で行動しながらもバサラに対する感情が次第に変化し、最終的にはバサラの歌を通じてスピリチア自己再生種族へと進化する。
シビルは花束の少女などと兼ねて中川が演じていたが、エンディングのキャスト欄では最後まで「？」と表記された。その正確な理由は明らかにされていない。『第3次スーパーロボット大戦α 終焉の銀河へ』などのゲーム作品では担当声優名が明記されている。
美樹本晴彦のデザイン画には、「後藤久美子的な美人のイメージでしょうか…?」という記述がある。なお、劇中ではアニマスピリチアに触れた際にかなり激しい表情を見せるが、それは美樹本の原案ではなく、キャラクターデザインを担当した桂憲一郎のアイデアである。
グラビル (Glavil)
筋肉の発達した、緑色と灰色を基調とする巨大な怪物のような姿のプロトデビルン。スピリチア保有量によって大きさは変化するものの覚醒直後の体長は推定300mにも及ぶ。対艦隊戦用に開発されたエビル・シリーズを器としており、右手のペンタクルビーム砲のほか、頭部のビーム触手、左腕の可動式爪、全身から放つ波動といったさまざまな攻撃手段を有し、『超時空要塞マクロス』に登場するボドル基幹艦隊クラスのゼントラーディ艦隊を一体で全滅させることができるとされている。飛行能力にも優れ、宇宙空間を第六宇宙速度で飛ぶことも可能であるが、知能はきわめて低いうえに凶暴で、後述のガビル以外の者が御することは不可能。
2045年9月、ひとりでに覚醒し、アニマスピリチアに惹かれてマクロス7船団を襲う。のちに覚醒するガビルと組んでマクロス7船団を何度も襲撃するが、バサラやミレーヌの歌には強い拒否反応を示し、戦闘中に幾度となく逃亡する。
ガビル (Gavil)
声 - 陶山章央
グラビルをみずからの肉体と呼ぶプロトデビルン。白い羽毛に覆われ、背中に出し入れ可能な翼を持つマイクローンサイズの少年のような姿で、額にスピリチア吸収や命令伝達に用いる触角を持つ。力はさほど強くないが、シビル同様他の生物に本体ごと憑依する能力を有する。独特の美意識を持ち、あらゆる事物に美を見出しては熟語に「美」を付けて叫ぶ。スピリチアが減るとやせ衰え、しわに覆われた姿となる。
2045年10月、ひとりでに覚醒したグラビルの暴走を止めるためにゲペルニッチによって覚醒させられる。ゲペルニッチに忠誠を誓っており、のちにマクロス5船団の乗組員を洗脳した兵士を指揮する権限を与えられる。サウンドフォースの弱点をいち早く見つけ出し、みずからFBz-99G ザウバーゲランを駆り、アニマスピリチアを入手するためマクロス7船団を執拗に襲うが、サウンドフォースの予想外の力に圧倒され、毎回撤退を余儀なくされる。また、自機を何度も撃墜し、作戦の邪魔をするガムリンには特に強い憎悪の念を抱くようになる。
ガビグラ (Gavigula)
ガビルとグラビルが合体した、本来の姿。高い知能と強大な戦闘能力を兼ね備えるが、普段は分離しており、彼らにとって本来の姿に戻ることは「究極の手段」であるとされる。ガビグラに戻るとグラビルの肉体をベースとして背中に翼が生え、額の部分にガビルの上半身が現れる。基本的な能力はグラビルの状態と変わらないものの戦闘能力が大幅に増大し、全身より放たれる波動は衛星を破壊するほどの威力がある。また、左手からもペンタクルビームを放つことが可能になる。バロータ戦役最終戦ではこの姿となって生き残り、スピリチア自己再生種族へと進化したゲペルニッチとともに銀河を去る。

バルゴ (Valgo)
声 - 高橋広樹
プロトデビルンの一体。基本サイズは身長17m、体重7t、頭部から後ろへ伸びたマントのようなものと肩から伸びる触角を持つエビルを器とする。一見地球人に近い顔立ちだが、笑ったり、感情が昂ったりするとマスク状の顎が三つに割れる。胸部の口から多数の「使い魔」を放ちスピリチアの吸収ほかさまざまな目的に使役する。また超空間転移能力や、敵の動きを封じる能力を持ち、五芒星形のフィールドを展開することで広大な範囲のフォールドシステムを完全に停止させることも可能。ゲペルニッチの命令には忠実だが、ガビルとは仲が悪い。
2045年10月、夢でその姿を見たというゲペルニッチにより覚醒させられる。同年12月、マクロス7船団のフォールドを妨害している最中にギギルの虚無空間に飲み込まれて消滅する。
ナッターバルゴ
『マクロス7 銀河がオレを呼んでいる!』に登場する、機械の体で復活したバルゴ。以前の自我は失われ、ガビルの完全な傀儡となっている。波長の調整によってアニマスピリチアのサウンドウェーブを無効化するほか、ガビル、グラビルと合体しガビグラゴとなることも可能。ガビグラゴはガビグラの持つ破壊力に加え、ナッターバルゴ由来のサウンドウェーブ無効化能力も有しているが、合体していられる時間は非常に短い。

ゴラム (Goram)
声 - 長谷有洋
後述するゾムドと対の関係にある、男性タイプの大型エビルを器とするプロトデビルン。基本サイズは55m、スピリチアの吸収により最大で200m、600tにまでなる。脚はなく、7本の手と長く伸びた尾を持ち、短距離超空間転移を繰り返しながら移動する。体色は黄色が基調。単体では目や手からビームを放ち、ゾムドと連携することで大質量の物体を転移させたり、螺旋模様の強大なビームを放つことも可能になる。2046年2月、マクロス5の市民から奪ったスピリチアによってゾムドとともに覚醒、ゲペルニッチの復活に協力するも、暴走したゲペルニッチの触手に捕まりスピリチアを吸収されて消滅する。
1996年の長谷の死去により、PlayStation 2用ソフト『第3次スーパーロボット大戦α 終焉の銀河へ』では井上剛が演じた。
ゾムド (Zomd)
声 - 五十嵐麗
ゴラムと対の関係にある、女性タイプの大型エビルを器とするプロトデビルン。基本的な外見や能力はゴラムとほぼ共通であるが、腕の組み方などが異なり、体色は黄緑色が基調となっている。2046年2月にゴラムとともに覚醒するも、ゴラム同様ゲペルニッチの触手にスピリチアを吸収されて消滅する。
劇中ではゴラムの名が先に呼ばれるが、各種関連資料ではおおむねゾムドの名が先に記される。

### バロータ3198XE第4惑星特務調査部隊
イリーナ・早川（イリーナ はやかわ）
声 - 三木眞一郎
統合軍の精鋭陸戦部隊ブルーライナセロス隊所属の少尉。配属後間もなくバロータ星系第4惑星特務調査部隊に参加、プロトデビルンに洗脳され、バロータ軍の一員となる。シティ7に潜入した際に捕虜となり、バサラの歌を聴くことで意識を取り戻す。これはバサラの歌が敵に対し明確な効果を示す初の事例となる。その後、バロータ星系第4惑星への突撃作戦「オペレーション・スターゲイザー」に参加。イリーナの所属するアリエス隊は戦闘の激化に伴い交戦空域から離脱していたため、戦死を免れる。
イワーノ・ギュンター
声 - 井上瑤
地球統合軍本部幕僚で、軍本部でも一目置かれる参謀。並外れた美貌を持つ男性。特務調査隊の指揮を執りプロトデビルンの封印チャンバーを最初に発見するが、プロトカルチャーのテクノロジーを解明するという自身の野望のために地球統合政府へは報告せず独自に調査を進める。チャンバーの前で、覚醒しつつあったプロトデビルンのゲペルニッチと意思疎通した直後憑依され、以降はその肉体として生きることになる。
オートルマウワー
声 - 西村智博（西村朋紘）
ブルーライナセロス隊の隊長。階級は大尉。右目に眼帯を着用している。第4惑星派遣時は、不安を隠せずにいる新入隊員のイリーナ早川を気遣う。プロトデビルン封印チャンバーで覚醒しつつあったプロトデビルンの一体ギギルに憑依され、以降はその仮の肉体となり、右目と額に機械を埋め込まれた姿となる。2045年12月、プロトデビルン・ガビルの攻撃を受けてその肉体は死亡する。

## クロレ艦隊
テレビ未放映エピソード「最強女の艦隊」に登場する、はぐれメルトランの艦隊。戦力はマクロス7船団の500倍で、奇襲ながらマクロス7の艦隊を一方的に蹂躙する。しかし、Dr.千葉の発案による「ミンメイ・アタック」でミレーヌが歌う「愛・おぼえていますか」や、突如現れたバサラの熱唱する「突撃ラブハート」を聞いて過剰に反応し、熱狂して艦砲や武器を乱射する。
クロレ
声 - 三石琴乃
クロレ艦隊の艦隊司令。黄金色のクァドラン・ローに搭乗する。ゼントラーディ軍時代のミリアとはライバル関係にあり、機動兵器の操縦技術はミリアを上回る。髪型は三つ編みで、先端は赤いリボンで留めている。停戦の呼びかけにも応じず、マックスとミリアが見せるキスを目の当たりにしても、混乱は見せながらも戦意は喪失せず船団殲滅を試みるが、みずから出撃したバサラの歌を聞かされると即座に触発され、意味不明のゼントラーディ語を発しながらバサラ機に追随、追っかけさながらの熱狂ぶりを見せる。
トランキル
声 - 五十嵐麗
バイザーで素顔を隠した、クロレ艦隊の参謀。つねに冷静沈着で的確な判断を下すが、クロレや他の兵士たち同様、交戦中にバサラの歌を聴いて熱狂する。

## 『マクロス7 銀河がオレを呼んでいる!』の登場人物
エミリア・ジーナス (Emilia Jenius)
声 - 根谷美智子/歌 - 奥土居美可
ジーナス家の五女でミレーヌの姉。2024年生まれ。リン・ミンメイに負けない歌手を目指し、あえて父母のマイクローンサイズから巨人化して辺境惑星の山奥で修行している。メルトランディの機動兵器クァドラン・ローの強化型、クァドラン・キルカを操る。持ち歌は「FLASH IN THE DARK」と「HEART & SOUL」。ボーカルを取りながら変形可能なベースギターを演奏する。エミリアの歌エネルギーを感知してやってきたバサラと歌で競い合ったすえに負けを認め、意気投合する。襲来したプロトデビルンに対しては当初ミサイルを使って応戦するが、バサラの歌う姿を見てみずからも歌で対抗する。
小説版『マクロスフロンティア』ではミンメイ、バサラと並ぶ著名な歌手の一人として挙げられている。
ペドロ
声 - こおろぎさとみ
辺境惑星に住む幼い少年。Fire Bomberの大ファンで、よくバサラの口癖を真似する。彼の父親はかつて地元の住民が「呪いの山」と呼ぶ場所で命を落としており、その形見である銀河コスモスの種を持つ。
ミゲル
声 - 松尾銀三
ペドロの祖父で、村のまとめ役。頑固な性格で歌を嫌う。よそ者のバサラを警戒して銃を手放さず、誤って発砲することもある。
マルガリータ
声 - 田中敦子
ペドロの母。遊び相手のいないペドロを気遣う。

## ラジオドラマ版の登場人物

### 「Mellow Heart Beat」「Melodious Illusion」の登場人物
少女A
声 - 中川亜紀子
「Mellow Heart Beat」「Melodious Illusion」の主人公。熱気バサラのファンで、自分の思いをバサラに告げたいと願っている。
「少女A」が「花束の少女」と同一人物であるか否かは明言されていないが、演じた中川は『マクロス7 CDシネマ2 Melodious Illusion』付属ブックレットのインタビューにおいて同一人物であることを前提に語っており、最後にインタビュアーに役名を指摘されて思い出すというやりとりが記されている。
バニー 佐藤（バニー さとう）
声 - 梁田清之
電器ショップ「バニーの店」の店主。ハニー鈴木風の話し方が特徴。少女Aにパソクラのターミナルキットを売る。
パニー 田中（パニー たなか）
声 - 梁田清之
コンピューターの専門家。パソクラ上で起こる謎の事件を解明するために呼び出される。
コンピューター・ゴースト
声 - 柊美冬（石村知子）
マクロス7内に新設された民間向けのコンピューター・ネットワーク「パソクラ」内に発生した意識。自分勝手なやり取りを伝達するだけの自身の役割に嫌気が差し、熱気バサラとその純粋なファンである少女Aのみを自身の空間に取り込み、電気系統を操作しシティ7の抹殺を図る。

### 「GALAXY SONG BATTLE」の登場人物
DJの少女
声 - 中川亜紀子
芸能界にスカウトされ、ラジオ番組「ミッドナイト・マクロスジョッキー」のディスクジョッキーを務める少女。バサラの大ファンで、ラジオ番組中は飽きずにバサラの曲ばかり流し続け、聴取者の不評を買う。これは聴き手に飽きを生じさせ、新曲を作ろうとしないバサラをその気にさせようというアキコの策である。
ラーク・スカイビューティー
声 - 田中敦子
音楽によって発展してきた宇宙文明「オーダ音楽帝国」の国民的歌手。持ち歌は「幽霊船 A Phantom Ship」「ハレイション」。バサラの持つ「希望」の歌とは異なる「悲しみ」の歌を持つ。
パンサー・レオポード・タンク
声 - 秋元羊介
過去14万年にわたりさまざまな文明から侵略を受け続けたスト星雲ジャブ星の5年連続最優秀歌手。持ち歌は「俺がすべてだ」。バサラの「希望」、ラークの「悲しみ」の歌と対極をなす「怒り」の歌を持ち、歌の三原色をなす。
パンサーの「俺がすべてだ」は『マクロス ダイナマイト7』第2話劇中でも流され、聞いていたエルマが露骨に不快感を示す場面がある。
デーオ
声 - 室園丈裕
オーダ音楽帝国才能収集艦隊（地球でいうタレントスカウトキャラバン）の男性スカウトマン。スカウトの対象にFire Bomberを選ぶ。
イデデーオ
声 - 神代知衣
デーオとコンビを組む、才能収集艦隊の女性スカウトマン。京言葉に似た言葉を使う。
テービス
声 - 百々麻子
オーダ音楽帝国の全宇宙音楽コンクール開催本部長。デーオ、イデデーオの上司にあたる。コンクールの敗者に対し船団ごとの消滅という措置を冷徹に実行する。
皇帝
声 - 笹岡繁蔵
オーダ音楽帝国の支配者。「究極の歌」を探し求めている。

## 『マクロス ダイナマイト7』の登場人物
エルマ・ホイリー
声 - 阪口あや
父グラハムと暮らす陽気なゾラ人の少女。亡き母マリア・ベラスケス・ホイリーのような歌手になることを志望しており、偶然出会ったバサラに弟子入り志願する。共生するキャットスネーキーの名前はキャピー。水陸両用のオート三輪車に乗り、カラオケ番組でバサラの歌をゾラ語で歌うことを日課としている。「すごーい」が口癖。
のちの時代を描いた小説版『マクロスフロンティア』では、ミンメイやバサラと並び称されるほどのビッグネームとなった描写が見られる。また、『ダイナマイト7』から16年後を描いた漫画『マクロスΔ外伝 マクロスE』では、生物学者としてケイオス・ピプレ支部に協力する姿が描かれている。搭乗機はウィンドバルキリー。
ライザ・ホイリー
声 - 岡本麻弥
エルマの姉で、ゾラ星パトロール隊隊員。家庭を顧みず銀河クジラに戦いを挑む父親の姿に反発し、家を飛び出している。父親とは絶縁状態にあるが、内心ではその身を案じている。クジラを捕獲することに執着する密漁団に痺れを切らし殺傷能力のある武器を搭載するように上司にかけあうが、相手にはされていない。
搭乗機
- VF-5000G スターミラージュ - パトロール隊員用の機体。
- VA-3C改 インベーダー - 『マクロス ダイナマイト7』第3話。密漁団から奪取。
- VF-17D ナイトメア - 『マクロス ダイナマイト7』第3話、密売人アジトから奪取。
- VF-5000T-G スターミラージュ - 『マクロス ダイナマイト7』第3話、第4話。複座練習型。

グラハム・ホイリー
声 - 中田譲治
エルマ、ライザの父。銀河クジラに歌を聴かせようとして死亡した妻マリアの敵討ちに執念を燃やす。ゼントラーディの技術によって巨人化しており、銛打ち服をまとい、キャッチャーボートに乗って宇宙に飛び出す。右腕はクジラとの戦いで失っている。クジラの群れを率いる白い銀河クジラは死に場所を求めてさまよっていると考え、みずからの手で決着をつけようとする。
ローレンス
声 - 中原茂
ライザの同僚の科学者。銀河クジラの生態に興味を持ち、クジラに影響を及ぼしたバサラの歌に着目する。ライザにひそかな思いを寄せているが、相手にされずにいる。
パトロール隊隊長
声 - 安井邦彦
ライザの上司。密漁団検挙の指揮を取る。
カリバ
声 - 小杉十郎太
銀河クジラ密漁団のリーダー。クジラ捕りだった父のあとを引き継いで組織を拡大した。白い銀河クジラが意思を持って漁の邪魔をしていることに気づき、反応弾を使って消し去ろうとする。
ロスチャー
声 - 関俊彦
銀河クジラ密漁団と取引している、武器の密売人。新品と称して不良品を売りつける。
サザピー
声 - 佐久間レイ
マクロス7内テレビ局の女性プロデューサー。Fire Bomberからミレーヌを引き抜こうと画策する。ミレーヌに同性愛的な欲情を抱いており、薬を飲ませて手篭めにしようとする。
漫画『マクロス ダイナマイト7 ミレーヌビート』では、バートン大佐が中心となって推進する、プロトデビルンの細胞サンプルから培養した「エビル」を量産配備する計画「プロジェクトE」に関与している。同作品では「両刀使い」（両性愛者のこと）とされている。

## 『マクロス7thコード』の登場人物
ミオ・レヴィナス
マクロス7の名門レヴィナス家の娘で、ピアノに熱中する少女。黒猫のココを連れている。父と喧嘩し一人飛び出したシティ7の街中で、モニターから流れる熱気バサラの音楽に触れ、自由な発想と情熱的な演奏の音楽と歌の楽しさに目覚める。街中での即興演奏に際しマクシミリアン・ジーナスに見出され、新生サウンドフォース訓練生に入隊。演奏技量においてはラナに劣るが高度なサウンドエナジーの才能を開花し新生サウンドフォースのメンバーに選ばれる。搭乗機はVF-9。
ラナ・アクラ
新生サウンドフォース訓練生の一人である少女。ミオの先輩。訓練生の中でも飛び抜けて高い演奏技量と声量の持ち主。サウンドエナジーテストの成績で新人のミオに負けるが、その後行方不明になった妹のティナをミオに助けられ、複雑な感情とライバル意識をミオに持つ。新生サウンドフォースメンバーに選ばれる。搭乗機はケーニッヒ・オルゲル。
熱気バサラ
流浪の旅に出ていたが、ミオとラナの初陣の市街戦の時、たまたまマクロス7船団に立ち寄っていた。その時謎の敵機体に攻撃をしようとするミオとラナを制し、機体から発せられる歌を聴くよう諭す。また歌に迷いを持っていたラナにアドバイスを与える。ミオとラナのバンドデビューの話が出た際に、ガムリンから二人のコーチの話を持ちかけられる。
ガムリン・木崎
新生サウンドフォース管理官。軍から新生サウンドフォースの教育係として出向。
マクシミリアン・ジーナス
2052年、近年増加しつつあるゼントラーディ関係犯罪に対抗するため、シティ7各地から才能ある候補生を見出し集め、新生サウンドフォースを設立する。ミオの街中での即興演奏の場に居合わせ、ミオの才能を見出す。
ティナ・アクラ
ラナの妹。ハモニクス研究所所属の少女。体が弱い。施設内で行方不明になった際、ミオの歌に助け出されミオを慕う。ゼントラーディの暴走を抑える特別な音「7thコード」の実験の被検者。
ハモニクス研究所所長
ゼントラーディの暴走を抑える旋律「7thコード」の完成をもくろむ人物。ゼントラーディ人に深いコンプレックスを持つ。
エマニュエル・レヴィナス
ミオの父。マクロス7船団行政府高官。厳格な性格で、ルールに則ったスタンダードなピアノをミオに強要していた。強面で有名だがミオには甘い面がある。デスメタルに夢中になっていた過去がある。
金髪の青年と眼鏡の青年
ミオが街に飛び出した際、声をかける青年たち。ファイアーボンバーのコピーバンドをしている。その後サウンドフォース訓練施設で働いているようで、ミオとラナに同行している場面が多い。